# Pierre Vermeulen
Pierre Vermeulen (Kerkrade, 16 maart 1956) is een Nederlands voetbaltrainer en voormalig voetballer die onder meer uitkwam voor Roda JC, Feyenoord en Paris Saint-Germain.
Vermeulen begon zijn profcarrière in juli 1974 bij Roda JC, de club uit zijn geboortestad, waar hij alle jeugdelftallen had doorlopen. Eind jaren '70 vormde Vermeulen samen met Dick Nanninga een gevaarlijk duo in de aanval van Roda JC. Dat ontging de grote clubs niet. In januari 1977 was Vermeulen dicht bij een overgang naar Ajax, maar het geheime gesprek lekte uit, en de transfer naar de eerste profclub uit Amsterdam was van de baan. Vermeulen bleef nog drieënhalf jaar voor Roda JC spelen in het Limburgse Kerkrade, tot half 1980. Voor aanvang van het seizoen 1980/81 maakte hij de overstap naar Feyenoord, dat dat seizoen de halve finale bereikte in het Europacup II-toernooi. Met de Rotterdammers werd Vermeulen in het seizoen 1983/84 landskampioen van Nederland en bekerwinnaar. In datzelfde seizoen verloor hij echter ook zijn basisplaats, waarna hij vertrok naar MVV. Na een jaar in Maastricht belandde hij in 1985 bij Paris Saint Germain. In zijn eerste seizoen (1985/86) veroverde hij met de Parijzenaren voor het eerst in de historie van de club de Franse titel. Na het seizoen 1986/87 vertrok de linksbuiten naar FC Tours dat uitkwam in de Division 2. Na twee seizoenen bij Tours sloot Vermeulen zijn actieve profcarrière in 1991 af bij SCO Angers waarvoor hij eveneens twee seizoenen uitkwam op het tweede Franse niveau.
Pierre Vermeulen kwam negenmaal uit voor het Nederlands Elftal, waarvoor hij één keer doel trof. Hiermee behoort hij tot de meest succesvolle spelers die Roda JC ooit voortbracht.
Vanaf 2012 ging Vermeulen met zijn latere echtgenote (ze trouwden in 2016 op de middenstip van het Parkstad Limburg Stadion) in de fanshop van Roda JC werken. In februari 2021 kreeg hij een tia en in mei 2022 een herseninfarct. Vlak na zijn pensionering, eind 2022, werd bij Vermeulen vasculaire dementie gediagnogticeerd. 
In juni 2021 verscheen er een biografie over Pierre Vermeulen, het door Roberto Pennino geschreven Alles op Gevoel. 

## Clubs
Als speler (betaald voetbal)
- 1974/75 - 1979/80: Roda JC
- 1980/81 - 1983/84: Feyenoord
- 1984/85 - 1984/85: MVV
- 1985/86 - 1986/87: Paris Saint-Germain
- 1987/88 - 1988/89: FC Tours
- 1989/90 - 1990/91: SCO Angers

Als speler (amateurs)
- 1991/92: SV Vilt als speler-coach

Als trainer
- Onder andere SV Vilt, Fortuna SC (jeugd), VNB, IASON Houthem, RKTSV Terwinselen en VV De Leeuw.

## Erelijst
| Competitie          |           |           |           |           |
| Competitie          | Aantal    | Jaren     |           |           |
| Feyenoord           | Feyenoord | Feyenoord | Feyenoord | Feyenoord |
| ------------------- | --------- | --------- | --------- | --------- |
| Eredivisie          | 1x        | 1983/84   |           |           |
| KNVB beker          | 1x        | 1983/84   |           |           |
| Paris Saint-Germain |           |           |           |           |
| Division 1          | 1x        | 1985/86   |           |           |